# 信貴山縁起

信貴山縁起 山崎長者の巻（部分）

信貴山縁起（しぎさんえんぎ）は、平安時代末期の絵巻物。1951年、日本の国宝に指定された。『源氏物語絵巻』、『鳥獣人物戯画』、『伴大納言絵詞』と並ぶ四大絵巻物の1つと称される。朝護孫子寺が所蔵（原本は奈良国立博物館に寄託されており、当山内の霊宝館では複製を展示）。「信貴山縁起絵巻」とも称する。後述のごとく、表題は寺社縁起絵に属するものであるが、内容は高僧絵伝の範疇に入る。

## 成立
この絵巻の成立は、平安時代後期の12世紀頃とされ、『伴大納言絵詞』や『源氏物語絵巻』と同様に、後白河法皇が関与した、という説もある。また、『伴大納言絵詞』と比べ信貴山縁起絵巻の方が、牧歌的で素朴な初発性と自然らしさがあり、時間の経過や動きの表現において多様で実験的なことから、信貴山縁起絵巻の方が先に成立したという意見もある。内容は概要で述べるごとく、信貴山の中興である命蓮を主人公とした霊験譚である。延喜加持の巻で、醍醐天皇の病気を命蓮の加持祈祷の法力で治したという話が語られるが、ほぼ一致する説話が『古本説話集』や『宇治拾遺物語』、『今昔物語集』にも収められている。また、『扶桑略記』にも同様の記事が見える。

## 各巻の概要
通常の寺社縁起のごとく、開山の縁起を記したものではなく、平安時代中期に信貴山で修行して当山の中興の祖とされる命蓮に関する説話を描く。山崎長者の巻、延喜加持の巻、尼公の巻の3巻からなる絵巻で、作者は不明ながら、人物の表情や躍動感を軽妙な筆致で描いた絵巻の一大傑作であり、『鳥獣人物戯画』とともに、日本の漫画文化のルーツとされる。

### 山崎長者の巻（飛倉の巻）
寸法31.7cm×879.9cm
命蓮が神通力を行使して、山崎の長者のもとに托鉢に使用する鉢を飛ばし、その鉢に校倉造りの壁を持つ土台建物の倉が乗って、倉ごと信貴山にいる命蓮の所まで飛んできたという奇跡譚である。空を飛んでいく倉、驚いて見上げる人々などが絵巻特有の横長の画面を駆使して描かれる。
この巻は詞書を欠くが、『宇治拾遺物語』『古本説話集』の「信濃国聖事」に同内容の説話があり、それによって物語の梗概を示す。
（物語の梗概）今は昔、信濃国に法師（命蓮）がいた。田舎のこととて、受戒（正式の僧になるため、仏教徒として守るべき戒律を授かること）をしていなかったので、思い立って奈良の東大寺へ行って受戒をした。法師は、「故郷へ帰るよりも、このあたりで、仏道に励みながらゆったりと暮らせる場所はないものだろうか」と思って、あたりを見回すと、未申（南西）の方角にはるかに霞んで見える山（信貴山）がある。法師はその山に毘沙門天を祀る堂を建て、修行に励んだ。
法師は山から下りずに仏道に励み、法力で鉢を麓の長者の家へ飛ばして、その鉢に食べ物などを乗せてもらっていた。ある日、法師が法力で飛ばした鉢がいつものように麓の長者宅へ物乞いにやって来た。長者は「いまいましい鉢よ」と言って、鉢に食べ物を入れることもなく、倉の隅に放っておいた。家人は鉢のことを忘れて取り出しもせず、長者は倉の鍵をかけてしまった。すると、倉がゆさゆさと揺れ始めたかと思うと、地面から一尺ほども浮き上がるではないか。人々が大騒ぎして見ていると、倉の扉がひとりでに開き、中から件の鉢が飛び出した。鉢は浮き上がった倉を上に乗せると、倉ごと山のかなたへ飛び去ってしまった。
長者一行は、倉の飛んで行った先を見定めようと後を追って行った。倉は法師の住房の脇に、どすんと落ちた。長者は法師に面会し、「かくかくしかじかで、鉢を倉の中に置き忘れたまま鍵をしてしまったところ、倉がこちらへ飛んできてしまったのです。なんとかこの倉を返していただけませんか」と相談した。法師は、「飛んで来た倉はお返しできかねるが、倉の中味はそっくりお返ししましょう」という。長者が「一千石もある米をどうやって運べばよいのでしょう」と問うと、法師は「まず、米一俵を鉢の上に置きなさい」という。

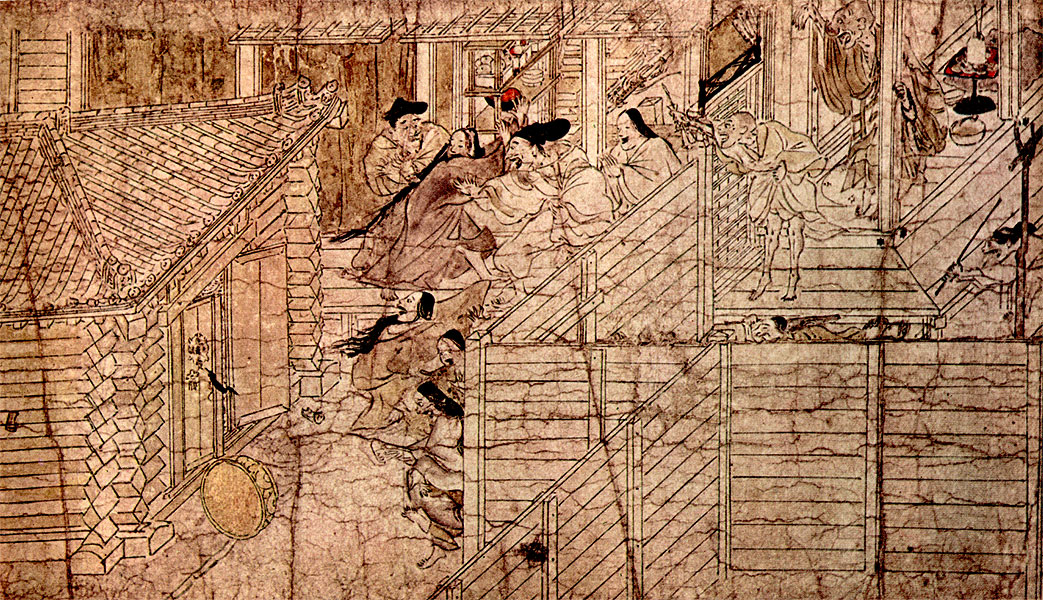
長者の倉から鉢がひとりでに飛び出す
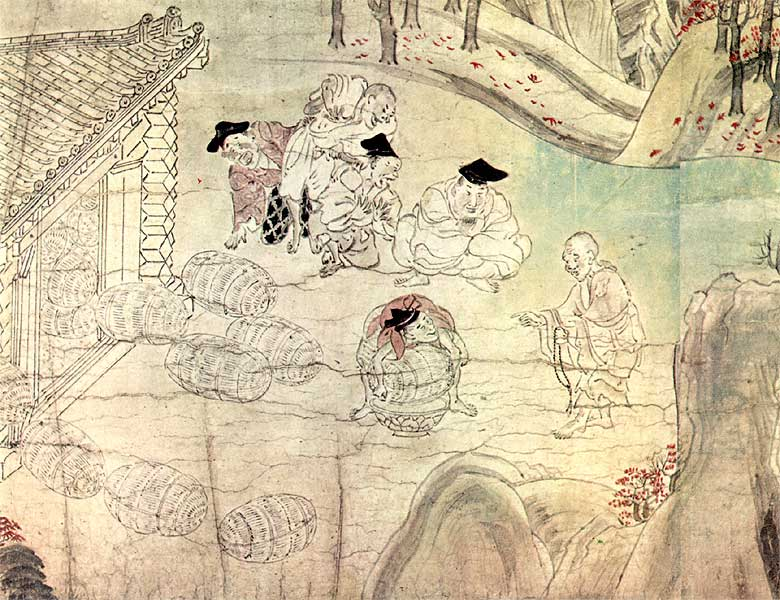
米俵を鉢に乗せるように指示する命蓮（右）
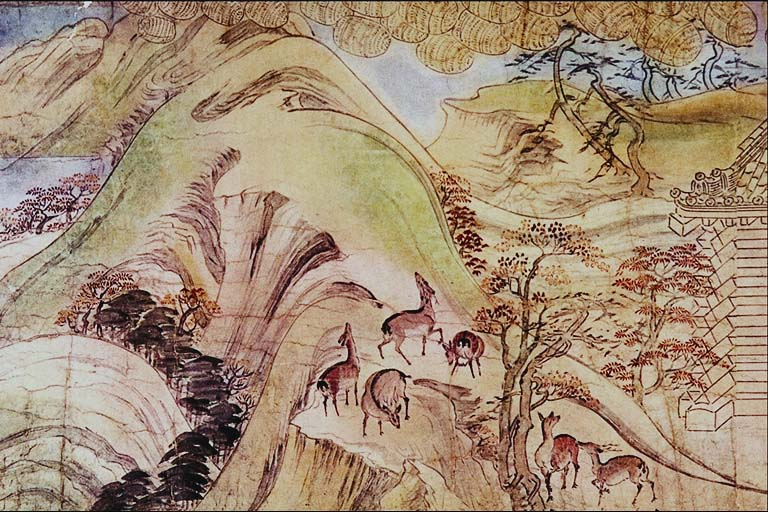
空を飛んで行く米俵と、驚いて見上げる鹿たち

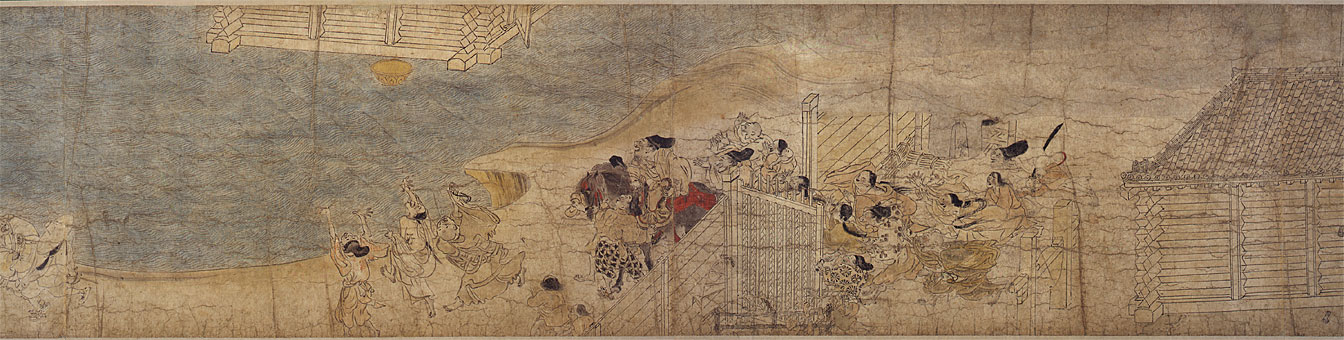
鉢に乗って空を飛んでいく倉、驚いて後を追う人々

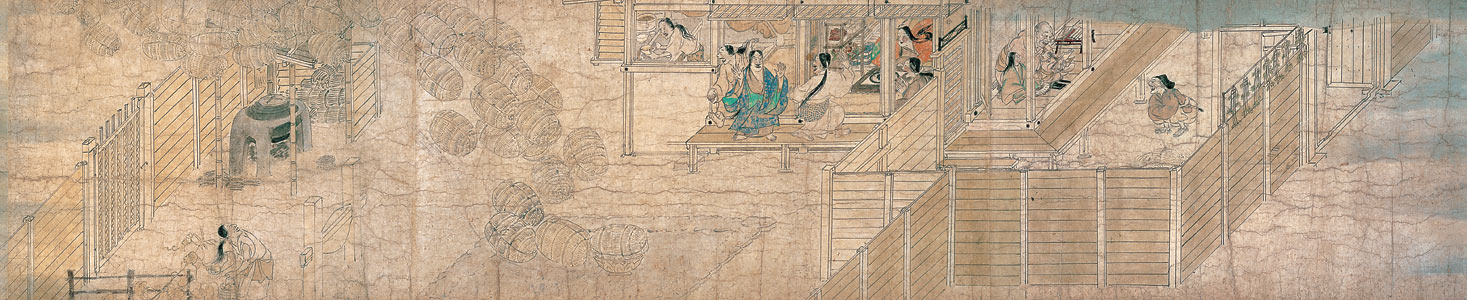
空を飛んで長者宅に戻ってきた米俵、驚く家人たち

### 延喜加持の巻

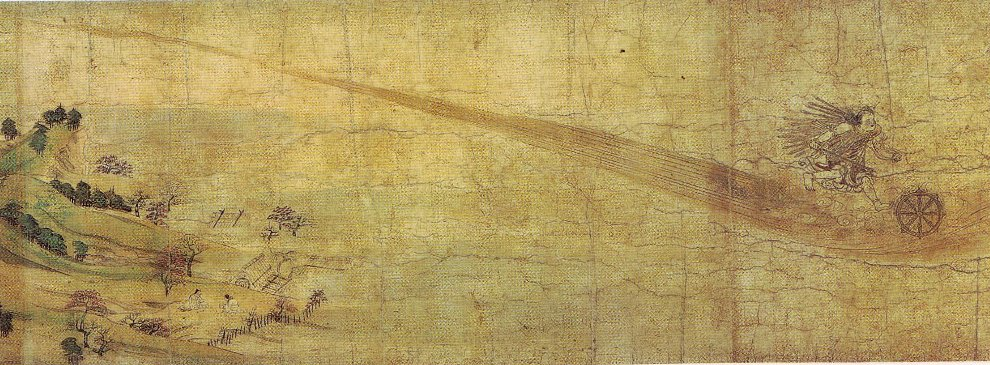
清涼殿へ向けて天翔ける「剣の護法」、絵巻のストーリーは右から左へ進行するが、「剣の護法」は左から右へ飛んでいる

寸法31.7cm×1290.8cm

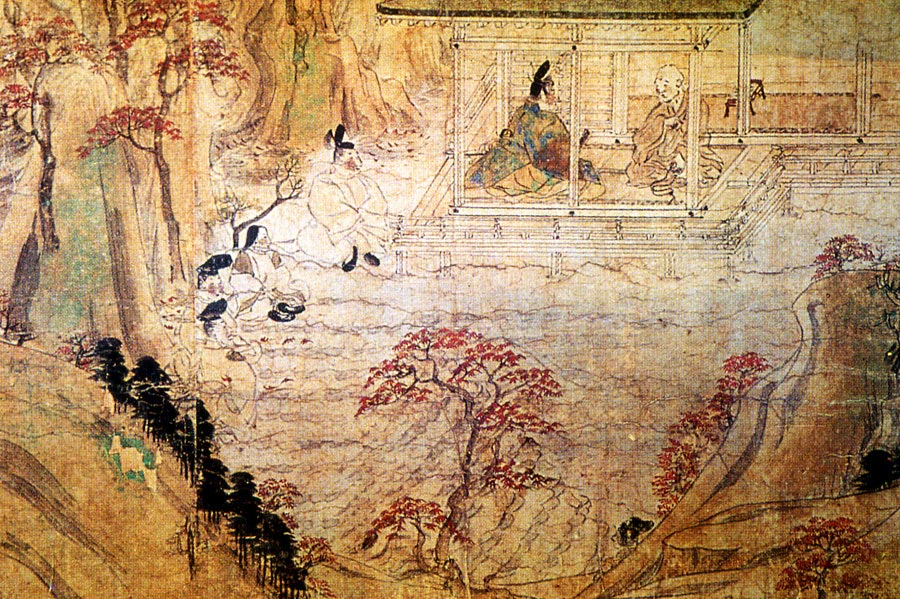
帝の使者が命蓮に対面し、僧位や荘園を与えようと言うが、命蓮は固辞する

命蓮の加持祈祷の力で、病の床にあった醍醐天皇の病いが平癒する。剣の護法童子が空を飛び、転輪聖王の金輪を転がし、後ろに飛行機雲のような細長い雲を残して、天皇のいる清涼殿に現れる。
（詞書の大意）言われたとおり、一俵の米俵を鉢の上に乗せると、米俵は飛び上がった。続いて、残りの米俵も群れ雀のように後に続いて飛び去り、麓の長者宅に落ちたのであった（以上の内容を表す絵は「山崎長者の巻」の巻尾にある）。
このように、法師が仏道に励んでいた頃、都では延喜の帝（醍醐天皇）が重い病に苦しんでいた。さまざまの祈祷や修法、読経をしても全く効き目がない。ある者がこう言った。「大和の信貴山という所に住む聖（命蓮）は大変な験力の持ち主で、里へ下りることもせず、法力で鉢を飛ばしたりして、山に居ながらいろいろの不思議なことを行うそうです。この者を召して祈祷させれば、帝の病も癒えることでありましょう」。「ならば、その僧を呼び寄せて祈らせよ」ということで、帝の使者の蔵人が信貴山へ行き命蓮に面会した。蔵人は命蓮に事情を話し、帝のもとに来て祈るようにとの宣旨を伝えたが、命蓮は山を下りる気はさらさらなく、信貴山に居ながらにして祈祷するという。「それでは、帝の病が癒えたとて、それが貴僧の祈りの効き目であると、どうやってわかるのか」と蔵人が問うと、命蓮は言った。「帝の病が癒えた時には、『剣の護法』という童子を遣わしましょう。剣を編み綴って衣のようにまとった童子です」。
それから3日ほど経て、帝が夢うつつでまどろんでいると、きらりと光るものがやってくる。これが法師の言っていた「剣の護法」であった。それから、帝の病はすっかり癒えて、気分もさわやかになった。帝は喜んで、信貴山へ使いを走らせた。使者は命蓮に面会し、「感謝のために僧都、僧正の位を与え、荘園を寄進したい」との帝の意向を伝えるが、命蓮は「僧都、僧正の位などは拙僧には無用である。また、荘園などを得ると、管理人を置かねばならず、仏罰にあたりかねない」と言って、固辞した。

### 尼公（あまぎみ）の巻
寸法 31.7cm×1424.1cm
命蓮の生国である信濃国から姉の尼公が、はるばる信貴山まで命蓮を訪ねてやって来る。東大寺の大仏前で祈りかつまどろむ尼公のさまを描いた部分が、異時同図法を用いた圧巻として知られる。
（詞書の大意）信濃国には命蓮の姉の尼公がいた。弟は奈良の東大寺で受戒すると言って出て行ったきり、戻ってこない。一目会いたいものよと思った尼公は、奈良をめざして旅に出た。興福寺や東大寺のあたりで、道行く人に命蓮の消息を尋ねるが、もう20年も前のこととて、知っている人もない。弟の様子さえわからずに帰る気になれない尼公は、東大寺大仏の前で「なんとかして弟の法師の居所がわからないものか」と一夜祈り続けた。うとうとした尼公の夢に「未申（南西）の方に紫の雲のたなびく山がある。そこを訪ねてみよ」という声が聞こえた。目が覚めて、南西の方をみると、紫の雲のたなびく山がはるかに霞んで見えるではないか。うれしくなった尼公はその方角へ歩き出した。信貴山に着くと、たしかにそれらしき堂がある。「ここに命蓮はおるか」と声をかける。堂から命蓮が顔を出すと、そこにいるのはわが姉の尼公。「どうしてここを尋ねあてたのか」と問う命蓮に、尼公はみやげに持ってきた衲（だい）という衣料を渡す。太い糸で丈夫に縫った衣料である。今まで紙衣一枚で寒い思いをしていた命蓮は、喜んでこの衲を着た。姉の尼公も信濃へは帰らず、命蓮とともに仏に仕える生活を送ったのである。
件の衲は、命蓮がずっと着ていたためにぼろぼろになって、倉に納められていた。人々はその衲の切れ端を争って求め、お守りにしたのだった。さきほどの空飛ぶ倉を人呼んで「飛倉」という。飛倉も時が経って朽ちてしまったが、朽ちた倉の木片をお守りにしたり、毘沙門天の像を刻んで念持仏にした人は皆、金持ちになったという。朝夕参詣者でにぎわう信貴山の毘沙門天は、この命蓮聖が修行して感得した仏であった。

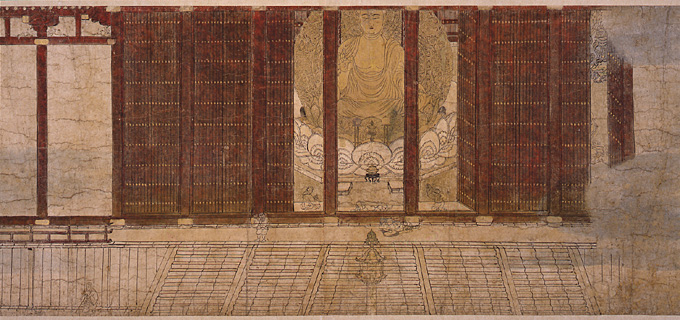
尼公が東大寺大仏前で祈り、まどろみ、信貴山へ向かうまでを異時同図法で表す。創建時の大仏と大仏殿の貴重な画像。
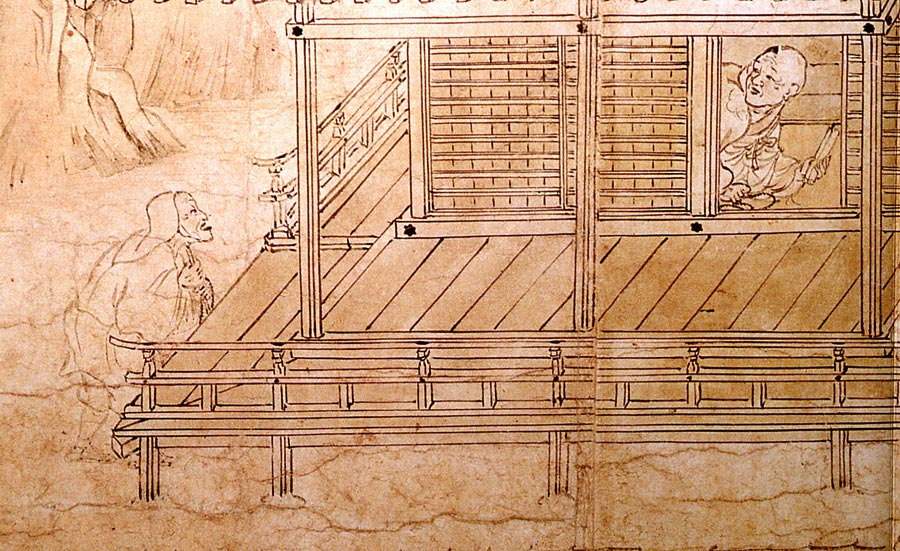
命蓮と尼公の再会